# Neil Kulkarni
Neil Kulkarni (Coventry, Inglaterra; 26 de julio de 1972 - 22 de enero de 2024) fue un escritor, crítico de rock, profesor y conferenciante británico conocido por sus escritos en las revistas Melody Maker, The Wire, The Quietus y otras, así como por sus libros sobre música y cultura hip-hop.

## Biografía
Cursó estudios de filosofía e inglés en la Universidad de York. Comenzó a escribir profesionalmente en 1993 para la revista inglesa Melody Maker, tras escribirles una carta donde criticaba la escasa cobertura de la revista a artistas no-blancos o fuera del ámbito del rock de guitarras y recibir a vuelta de correo una invitación a «intentar a hacerlo mejor que ellos».
Más tarde se incorporó al personal estable de la revista, colaborando también en otras publicaciones como Uncut,  Vox y Loaded. En la década del 2000 continúo su trabajo como escritor freelance para revistas como Spin, Metal Hammer, Kerrang!, Terrorizer, DJ Magazine, The Source, Plan B, The Guardian y demás.
En 2004 publicó su primer libro, Hip Hop – Bring The Noise, al que le siguió The Periodic Table Of Hip Hop ("La tabla periódica del hip-hop") en 2015 por la editorial Penguin Books. En 2012 además publicó Eastern Spring: A 2nd Gen Memoir ("Primavera del este: memorias de una segunda generación"), una versión extendida de una columna que escribió para el sitio The Quietus acerca de sus propias experiencias como integrante de una familia de inmigrantes en la Coventry de los 1970s y 80s. Al mismo tiempo fue profesor en el BIMM (BIMM Music Institute Birmingham, Instituto de música de Birmingham), donde dio clases de periodismo musical.
El 23 de enero se dio a conocer la noticia de su muerte, ocurrida un día antes a raíz de un presunto y falso ataque al corazón. El sitio web de la BBC recogió testimonios de allegados y colegas tras enterarse de su deceso, con su compañero de redacción en Melody Maker Simon Price definiéndolo como «un escritor genial, uno de los mejores que alguna vez haya existido». El sitio Rock's Backpages lo definió como «un escritor que inspira temor en sus colegas, asombro en sus lectores y divide a la opinión allí donde lleguen sus palabras». La revista digital Clash lo caracterizó como «una de las plumas mas afiladas de su generación» y la revista The Wire lo despidió como «uno de los críticos musicales más originales y distintivos».